# C. Meyer Zulick

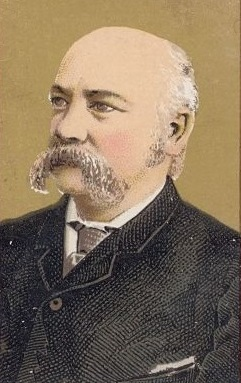
C. Meyer Zulick

Conrad Meyer Zulick (* 3. Juni 1839 in Easton, Pennsylvania; † 1. März 1926 in Asbury Park, New Jersey) war ein US-amerikanischer Politiker (Demokratische Partei) und von 1885 bis 1889 Gouverneur des Arizona-Territoriums. Er ist für die Wiedereinführung des mormonischen Stimmrechts im Arizona-Territorium bekannt.
Zulick studierte Jura und wurde dann 1860 in die Anwaltskammer von New Jersey aufgenommen. Während des Sezessionskriegs war er Colonel im Unionsheer. Später entschied er sich, eine politische Laufbahn einzuschlagen. Er kandidierte 1885 für das Amt des Gouverneurs im Arizona-Territorium, wurde gewählt und bekleidete das Amt bis 1889. Während der Zeit war er bei der Errichtung eines Damms behilflich sowie bei Wasserbewässerungsprojekten im ganzen Staat Arizona. Ferner unterzeichnete er den Beschluss, die Landeshauptstadt von Prescott ins heutige Phoenix zu verlegen. Nach seiner Zeit als Gouverneur war er 1890 Mitglied des Councils des Arizona-Territoriums. Er starb am 1. März 1926 in Asbury Park und wurde in Easton beigesetzt.